# تشارلز جيرو
تشارلز جيرو (بالفرنسية: Charles Giraud)‏ هو مؤرخ ومحامي وسياسي فرنسي، ولد في 20 فبراير 1802 في فرنسا، وتوفي في 13 يوليو 1881. انتخب List of education ministers of France ‏.